# 田岡実千年
田岡 実千年（たおか みちとし、1961年〈昭和36年〉2月13日 - ）は、日本の政治家。和歌山県新宮市長（4期）。

## 来歴
和歌山県新宮市出身。1979年（昭和54年）3月、和歌山県立新宮高等学校卒業。1985年（昭和60年）3月、大阪芸術大学芸術学部卒業。同年4月、株式会社カメラのタオカに勤める。1990年（平成2年）、同社の代表取締役に就任。また、1987年（昭和62年）6月からは毎日放送報道局新宮駐在員を兼職した。2008年（平成20年）9月、カメラのタオカと放送局駐在員を退職。
2009年（平成21年）10月の新宮市長選挙で初当選。10月30日、市長就任。現在4期目。
2025年（令和7年）新宮市長選挙引退表明。

## 選挙の結果
2009年新宮市長選挙
2009年（平成21年）10月25日執行。自由民主党県連幹事長を務めた県議の下川俊樹、市職員の岸芳男、元新宮市長の上野哲弘など、いずれも政治や行政に経験豊富な3候補との激戦を制し初当選を果たした。
※当日有権者数：26,710人 最終投票率：74.90%（前回比：pts）
| 候補者名   | 年齢 | 所属党派 | 新旧別 | 得票数  | 得票率 | 推薦・支持     |
| ---------- | ---- | -------- | ------ | ------- | ------ | -------------- |
| 田岡実千年 | 48   | 無所属   | 新     | 6,909票 | 34.83% | （支持）民主党 |
| 下川俊樹   | 66   | 無所属   | 新     | 6,792票 | 34.25% |                |
| 岸芳男     | 56   | 無所属   | 新     | 4,071票 | 20.53% |                |
| 上野哲弘   | 65   | 無所属   | 元     | 2,061票 | 10.39% |                |

2013年新宮市長選挙
2013年（平成25年）10月27日執行。市議の上田勝之、市議の大西強を破り再選。
※当日有権者数：25,879人 最終投票率：69.00%（前回比：-14.9pts）
| 候補者名   | 年齢 | 所属党派 | 新旧別 | 得票数  | 得票率 | 推薦・支持 |
| ---------- | ---- | -------- | ------ | ------- | ------ | ---------- |
| 田岡実千年 | 52   | 無所属   | 現     | 9,777票 | 55.48% |            |
| 上田勝之   | 48   | 無所属   | 新     | 5,116票 | 29.03% |            |
| 大西強     | 69   | 無所属   | 新     | 2,728票 | 15.48% |            |

2017年新宮市長選挙
2017年（平成29年）10月22日執行。市議の並河哲次を破り3選。
※当日有権者数：24,960人 最終投票率：68.62%（前回比：-0.38pts）
| 候補者名   | 年齢 | 所属党派 | 新旧別 | 得票数  | 得票率 | 推薦・支持 |
| ---------- | ---- | -------- | ------ | ------- | ------ | ---------- |
| 田岡実千年 | 56   | 無所属   | 現     | 9,285票 | 55.11% |            |
| 並河哲次   | 32   | 無所属   | 新     | 7,562票 | 44.89% |            |

2021年新宮市長選挙
2021年（令和3年）10月24日執行。市議の松畑玄ら2人を破り4選。
※当日有権者数：23,582人 最終投票率：71.19%（前回比：+2.57pts）
| 候補者名   | 年齢 | 所属党派 | 新旧別 | 得票数  | 得票率 | 推薦・支持 |
| ---------- | ---- | -------- | ------ | ------- | ------ | ---------- |
| 田岡実千年 | 60   | 無所属   | 現     | 6,984票 | 42.26% |            |
| 松畑玄     | 49   | 無所属   | 新     | 5,944票 | 35.97% |            |
| 上田勝之   | 56   | 無所属   | 新     | 3,596票 | 21.76% |            |